# Lammassaari (ö i Birkaland, Tammerfors, lat 61,37, long 24,33)
Lammassaari är en ö i Finland. Den ligger i sjön Pälkänevesi och i kommunen Pälkäne i den ekonomiska regionen Tammerfors och landskapet Birkaland, i den södra delen av landet, 140 km norr om huvudstaden Helsingfors. Öns area är 4,8 hektar och dess största längd är 310 meter i nord-sydlig riktning.